# Peyrat-le-Château
Peyrat-le-Château é uma comuna francesa na região administrativa da Nova Aquitânia, no departamento de Alto Vienne. Estende-se por uma área de 52,96 km². Em 2010 a comuna tinha 1 037 habitantes (densidade: 19,6 hab./km²).